# Act ratat
Zur Psychopathologie des Alltagslebens
Actul ratat, (germ. Fehlleistung) este un concept al psihanalizei clasice reprezentând o eroare de vorbire, memorie sau acțiune atribuită unei interferențe cu o dorință, gând sau conflict inconștient, reprimat.  Prima analiză este publicată în 1901, de către Sigmund Freud în lucrarea Psihopatologia vieții cotidiene (Zur Psychopathologie des Alltagslebens).
Fehlleistung, termenul folosit de către Freud, alătură cuvintele «eșec» și «performanță».  Traducerea prin «act ratat» fiind, poate, datorată faptului că «ratare» poate fi asimilat cu «performanță slabă», dar alăturarea comisă de Freud însemnă, mai degrabă, un «eșec bine-făcut», ceea ce ar fi în tonul și stilul, destul de ironic, al „Magului” vienez.  De altfel, exemplele anecdotice, pe care le oferă Freud, au haz.  Traducerea prin «act involuntar», deși ar pierde din ironie, ar fi mai potrivită, fiindcă este vorba de acțiuni a căror finalitate contrazice intenția, nu o diminuează, ca în cazul ratării.  O ratare presupune o intenție care fie nu este dusă la capat, fie este realizată într-un grad mai scăzut decât cel dorit.  Un pas greșit, la propriu, când se intră în biserică pentru a te căsători sau spovedi, nu este o ratare: dacă nu a urmat o căzătură zdravănă, ceremoniile respective se vor fi finalizat în tipicul scontat.
Cel mai cunoscut act ratat este lapsusul, dar alte exemple sunt scrierea, rostirea sau lectura greșită, rătăcirea unor obiecte sau încurcarea unor nume. 
Deși mulți subiecți ar atribui un astfel de incident hazardului sau distragerii, psihanaliza îl explică din prisma unor gânduri refulate în subconștient sau pe care subiectul nu dorește să le exprime: trimiterea unei scrisori la un destinar greșit, folosirea formulelor de genul „sentimente inferioare” (în loc de „interioare”), confundarea de către bărbat a numelui soției cu cel al amantei, pierderea unui cadou pentru ziua de naștere a unei persoane nesimpatizate, toate reprezintă acte ratate.